# SN 2010hr
SN 2010hr – supernowa odkryta 8 września 2010 roku w galaktyce M+07-13-06. W momencie odkrycia miała maksymalną jasność 16,80m.